# Колокольников, Евгений Михайлович
Евгений Михайлович Колокольников (5 (18) сентября 1910, Верный — 4 мая 1989, Алма-Ата) — казахский советский топограф, художник и альпинист. Заслуженный мастер спорта СССР (1954).

## Биография
Родился 5 (18) сентября 1910 года в городе Верном. Альпинизмом начал заниматься в 1928 году; совершил ряд восхождений в горах Заилийского Алатау. Был одним из организаторов альпинизма и инициатором высотного альпинизма в Казахстане.
Участник Великой Отечественной войны, гвардии капитан, награждён орденами Отечественной войны II степени, Красной Звезды, медалями «За оборону Москвы», «За победу над Германией в Великой Отечественной войне 1941—1945 гг.».
Работал в альпинистских лагерях и школах, занимался подготовкой спортсменов и инструкторов по альпинизму. В течение пятнадцати лет занимал должность председателя Федерации альпинизма Казахстана, выступил автором ряда статей о спорте и спортсменах.
Проживал в Алма-Ате. Умер 4 мая 1989 года.

## Награды
- 1944 — Орден Красной Звезды (дважды)
- 1945 — Орден Отечественной войны II степени (дважды)
- 1945 — Медаль «За оборону Москвы»
- 1945 — Медаль «За победу над Германией в Великой Отечественной войне 1941—1945 гг.»
- 1954 — Заслуженный мастер спорта СССР

## Память
Казахскому альпинистскому клубу было присвоено имя Евгения Колокольникова.